# New Kids
New Kids ist eine niederländische Fernsehserie, die vom niederländischen Fernsehsender 101 TV ausgestrahlt wurde und seit 2009 auf Comedy Central gezeigt wird. Während der ersten beiden Staffeln lief die Serie unter dem Namen New Kids on the Block, welche nur im Internet und auf Niederländisch zu sehen ist. In Deutschland wurde die Serie erstmals am 3. Juni 2010 auf Comedy Central ausgestrahlt. Nach zwei Kinofilmen, New Kids Turbo (2010) und New Kids Nitro (2011), gaben die Macher im März 2012 das Ende der Serie bekannt.
Gegenstand der Serie ist der Alltag einer Clique von fünf Männern aus bildungsfernem Milieu und in prekären Verhältnissen lebend. Als Kunstfiguren verkörpern sie viele gängige Vorurteile, die mit Unterschichten-Milieus in Verbindung gebracht werden, insbesondere Klischees, die mit dem klassistischen Begriff „Proll“ assoziiert werden.
Hauptakteure der Serie sind fünf Herumtreiber im Dorf Maaskantje, einem Ortsteil der Gemeinde Sint-Michielsgestel in der niederländischen Provinz Nordbrabant. Der Großteil der Handlung spielt sich jedoch im Nachbarort Den Dungen ab.

## Hintergrund
Die Serie wurde von Steffen Haars und Flip van der Kuil geschrieben, welche auch Regie führten. Zudem spielen sie selbst die Rollen von Robbie und Barrie. Ort der Handlung ist das real existierende Dorf Maaskantje, in dem Steffen Haars und sein jüngerer Bruder Tim Haars aufwuchsen.
Die erste Staffel wurde im Dezember 2007 gedreht. Im Internet wurden die ersten sieben Episoden mehr als 2,5 Millionen Mal angesehen. Daraufhin wurde „New Kids“ als erste Sendung auf 101 TV, dem digitalen Jugendsender von Kanal BNN, ausgestrahlt.
Verschiedene Kanäle erkannten das Potenzial der Serie. Seit dem 25. September 2009 sendete Comedy Central neue Episoden der Serie, wodurch die Popularität in den Niederlanden und Belgien deutlich zunahm. Die Serie wird auch im Ausland (unter anderem Schweden) ausgestrahlt.
Für die vierte Staffel wurde die Ausstrahlung von 14 neuen Folgen mit der Länge von jeweils 20 Minuten geplant, welche im Frühjahr 2011 ausgestrahlt werden sollten. Anstelle dessen wurde der Kinofilm New Kids Turbo gedreht, welcher in den Niederlanden erstmals am 9. Dezember 2010 in die Kinos kam.

## Handlung

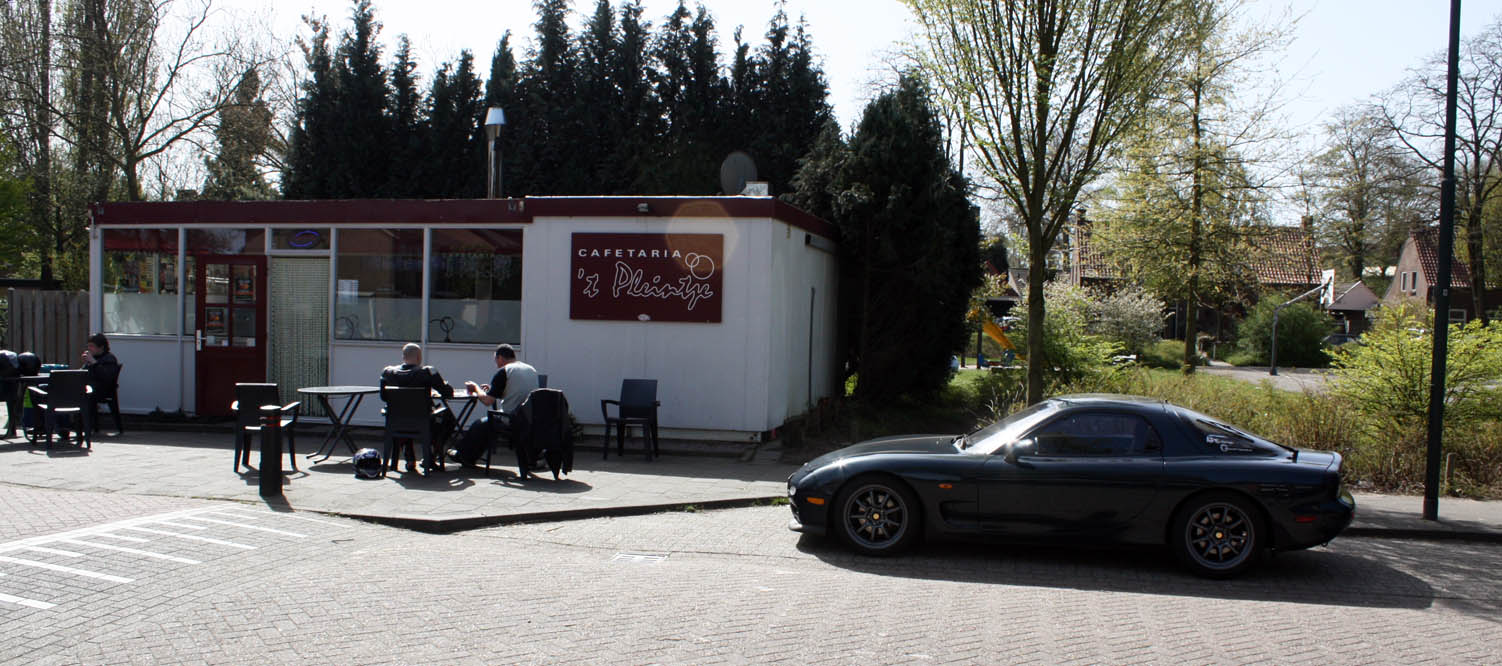
Cafetaria ‘t Pleintje in Den Dungen, Lieblings-Imbissbude der New Kids

Die Serie hat keine fortsetzende Handlung, sondern beginnt mit jeder Folge an verschiedenen Plätzen. Üblicher Treffpunkt ist ein Parkplatz, die Parkanlage oder ein Imbissstand. In den meisten Folgen treffen sich die Männer an einem der Orte, es gibt aber ebenfalls Folgen, in denen nur einzelne aus der Gruppe mitspielen.
Obwohl in der Serie das Dorf Maaskantje als Handlungsort genannt wird, werden die meisten Szenen im direkt angrenzenden Nachbardorf Den Dungen gedreht. Die Hauptpersonen sind die Gruppe der fünf jungen Männer namens Richard, Gerrie, Rikkert, Robbie und Barrie. Sie verhalten sich meist sehr primitiv und rücksichtslos. Sie tragen Kleidung (Trainingsanzug, Polo-Shirt, Badelatschen) aus den 1990er Jahren und trinken maßlos Dosenbier der Billigmarke Schultenbräu. Die einzelnen Episoden handeln davon, wie sie mit alltäglich erscheinenden, jedoch manchmal auch überspitzten Situationen auf eine äußerst banale Art und Weise umgehen. In der Serie herrscht eine primitive, vulgäre Sprache, die mit Beleidigungen und Schimpfwörtern („Muschi“, „Homo“, „Fotze“, „verrückter Mongo“, „Fickschnitzel“ etc.) gespickt ist. In einigen Folgen kommen zusätzlich noch gewalttätige Auseinandersetzungen mit anderen hinzu.

## Hauptpersonen
- Richard Batsbak[1], 27 Jahre – Richard ist der Anführer und auch der Klügste aus der Gruppe, hat einen schwarzen Gürtel in Taekwondo und arbeitet zusammen mit Robbie für die Parks Departement. Er trägt einen blonden Vokuhila, ein weißes Shirt und eine lilafarbene Jogginghose.
- Gerrie van Boven, 23 Jahre – Gerrie ist der Draufgänger der Truppe, auch wenn er meistens damit scheitert. So beispielsweise in der Folge Supermarkt, als er nach einem versuchten Ladendiebstahl seine Freunde beim Ladendetektiv verrät. Er arbeitet als Gabelstaplerfahrer im Lager eines Elektronikversandes und ist zudem für den Tod mehrerer Personen im Laufe der Serie verantwortlich, so zum Beispiel in der Folge Pistole, als er den Cop Adrie versehentlich mit dessen Dienstwaffe erschießt. Meist ist er in einem grünen Trikot des lokalen Fußballvereins aus Maaskantje (eigentlich ist dies ein älteres Trikot des RKVV Den Dungen) und in einer grauen Lederjacke anzutreffen.
- Rikkert Biemans, 26 Jahre – Rikkert arbeitet als Mechaniker und ist auch sonst ein Autonarr, denn sein grüner Opel Manta bedeutet ihm alles. Obwohl er lange Zeit eine Jungfrau ist und dafür von seinen Freunden zunächst verspottet wird, wird oft ein Interesse an Manuela angedeutet, wie in den Folgen Supermarkt und Jungfrau deutlich wird. Im Kinofilm New Kids Turbo ist Manuela seine Freundin und er hat am Ende des Films Sex mit ihr, im Nachfolger New Kids Nitro verliebt er sich dann in Deborah aus dem verfeindeten Nachbarort Schijndel.
- Robbie Schuurmans, 26 Jahre – Robbie arbeitet zusammen mit Richard für die Parks Departement und wohnt außerdem in einem Wohnwagen.
- Barrie Butsers, 27 Jahre – Barrie spricht selten, ist aber der Stärkste aus der Gruppe und wird von seinen Freunden respektiert. Er fährt eine rosa Gilera Citta und trägt stets eine schwarze Trainingsjacke, Badelatschen und eine große silberne Halskette. Zudem ist er der Einzige aus der Gruppe, der keiner geregelten Arbeit nachgeht, sondern von Sozialhilfe lebt.
- Manuela van Grunsven – Manuela ist hochschwanger, trinkt dennoch reichlich Alkohol und ist bereits alleinerziehende Mutter zweier Kinder namens Nikky und Denny. Sie arbeitet als Kassiererin im Supermarkt und ist in der Serie und im Film New Kids Turbo die Freundin von Rikkert. Im Nachfolger New Kids Nitro kommt sie allerdings nicht mehr vor, da sie, wie Rikkert der Mutter von Richard, Corrie Batsbak, erzählt, überfahren und dabei getötet wurde.

## Nebencharaktere
- Wesley – Wesley (gespielt von Peter Vernhout) war in den ersten beiden Staffeln, welche nur auf Niederländisch erschienen sind, das sechste Mitglied der New Kids. Sein Charakter fiel für die im Fernsehen ausgestrahlte dritte Staffel weg. Peter Vernhout übernahm allerdings einige Nebenrollen in dieser Staffel.
- Henk ‘Snackbar’ van Boven – Henk (gespielt von Ruud Matthijssen) ist der Imbisswirt der Cafetaria „t Pleintje“ (auf Deutsch etwa Imbissbude „Das Plätzchen“). Er ist vom Charakter mürrisch und schnell aufbrausend. Im Film New Kids Turbo enthüllt er während der Schlacht von Maaskantje, dass er der Vater von Gerrie ist. Zudem hasst er Friesländer und deren unverständlichen Dialekt, was im Film New Kids Nitro deutlich wird. Bei der Invasion der Zombies in Friesland im besagten Film, wo er den New Kids beisteht, kommt er ums Leben.
- D’n Dave – D’n Dave (gespielt von Guido Pollemans) ist ein Rivale der New Kids und kommt in den beiden Filmen vor. In New Kids Turbo ist er für eine kurze Zeit der Lover von Manuela, in New Kids Nitro nimmt er als Anführer der Hooligan-Gruppe aus Schijndel, woher er stammt, eine größere Rolle ein. Bei der Zombie-Invasion in Friesland steht er allerdings den New Kids bei, nachdem Richard erfuhr, dass sein Vater aus Schijndel stammte. Am Ende wird er von Rikkert erschossen.
- Knoet – Knoet (gespielt von Sjaak-Pieter van Es) stammt ebenfalls wie D’n Dave aus Schijndel und taucht in New Kids Nitro auf. Er fällt in deren Clique lediglich durch Sprüche und Beleidigungen gegen die New Kids auf. Er kommt bei der Zombie-Invasion in Friesland ums Leben, als er von D’n Dave den Zombies „geopfert“ wird.
- Deborah – Deborah (gespielt von Juliette van Ardenne) ist im Film New Kids Nitro die Freundin von D’n Dave, später dann kurz von Rikkert. Wie auch Manuela ist sie hochschwanger, konsumiert dennoch Alkohol.
- Adrie – Adrie (gespielt von Bart de Rijk) ist ein unfähiger und tollpatschiger Polizist aus Maaskantje, welcher deshalb mehr als einmal vom Dienst suspendiert wird. Gefährliche Situationen werden von ihm falsch gelöst oder gar nicht erst beachtet, zudem verursacht er an seinem Dienstwagen durch Auffahrunfälle regelmäßig Schäden. Von den New Kids lässt er sich mehrmals leicht aufs Korn nehmen. Sowohl in der Serie als auch im Film New Kids Nitro stirbt er – in der Serie von Gerrie mit einem Schuss aus seiner Dienstwaffe und im Film jagt er sich in Friesland versehentlich mit einer Ladung Feuerwerkskörper selbst in die Luft, als er die New Kids vor den angreifenden Zombies retten wollte.
- Der „kopfschüttelnde“ Opa – Der Opa (gespielt von Adrie Bolwerk, dem Großvater von Tim Haars und Steffen Haars) ist ein Running-Gag in der Serie und in den Filmen. Er taucht an einigen Stellen, an denen sich die New Kids aufhalten und durch ihr Verhalten auffallen, auf und ist über diese gar nicht begeistert, sodass er darüber nur genervt und stumm den Kopf schüttelt.
- Joost van Gaalen – van Gaalen (gespielt vom gleichnamigen Schauspieler) ist ein Freund von den New Kids und kam in der Serie nur in der Episode Strand vor. Sonst wird er nur einige Male in Unterhaltungen erwähnt. Er ist im realen Leben der Cousin von Hauptdarsteller Wesley van Gaalen.
- Danny und Nicky – Danny (gespielt von Samuel Both) und Nicky (gespielt von Djim Leenheers) sind die Kinder von Manuela.
- Der „Rothaarige“ – Der Rothaarige (gespielt von Lars Boekhorst) ist ein Junge, welcher am Down-Syndrom leidet und bei den New Kids als gefährlich angesehen wird, obwohl er gar nicht so agiert, und welche ihn deshalb als Mongo bezeichnen. In den Filmen tritt er als Running-Gag auf und hat bei den siegreichen Missionen der New Kids einen deutlichen Anteil. Sein Markenzeichen ist der Spruch „Lastkraftwagenfahrer – Tut-tut!“, wozu er mit dem Arm stets eine Geste wie beim Ziehen einer Seilzughupe macht.
- Peter Vernhout – Peter Vernhout (gespielt von Daan van Dijsseldonk und benannt nach dem gleichnamigen Schauspieler aus der Serie) ist in den beiden Filmen ein Reporter vom fiktiven Fernsehsender TV Brabant, wobei er in New Kids Turbo eine größere Rolle spielt. Auch im zweiten Film berichtet er von der Invasion der Zombies in Friesland, wo er nebenbei einen friesischsprechenden Bauern interviewt. Dabei wird er später von einem Zombie getötet.
- Ronnie – Ronnie (gespielt von Max van den Burg) ist in New Kids Nitro ein guter Freund der New Kids und von Richards Mutter Corry. Er ist ein mehr oder weniger begabter Sänger, aber kommerziell erfolgreich und kann als eine Parodie auf den deutschen, in den Niederlanden sehr bekannten Sänger Dennie Christian gesehen werden. Auf Corry Batsbaks Trauerfeier enthüllt er das Geheimnis um Richards Vater, dass dieser aus Schijndel stammte.
- Corry Batsbak – Corry Batsbak (gespielt von Juul Vrijdag) ist die Mutter von Richard. Sie taucht ausschließlich in New Kids Nitro auf, wo sie in einem Wohnwagen lebt und trotz gesundheitlicher Probleme dennoch raucht und Alkohol konsumiert. Richard schickt sie zum Schutz vor D’n Dave zur Insel Ameland, wo sie allerdings von der Zombie-Invasion überrascht und selber zum Zombie wird. Richard schlägt ihr während des Kampfes den Kopf ab und lässt später nur den Rest ihres Rumpfes beerdigen.
- Gradje – Gradje ist der Hund von Richard. Er tauchte nur in New Kids Turbo auf und wird während der Razzia in Maaskantje zunächst von der Polizei angeschossen und dann später von Richard mit einem Sofa erschlagen, um ihn von seinen Leiden zu erlösen.
- Der behinderte Mechaniker – Er arbeitet in den beiden Filmen zusammen mit Rikkert in der Autowerkstatt und ist geistig sowie körperlich behindert und macht deswegen oft Fehler. In New Kids Nitro wird er von Rikkert ausschließlich als „Fotze“ bezeichnet, weshalb man seinen Namen nie erfährt.
- Der Waffennarr – Der Waffennarr (gespielt von Ad van Kempen) taucht nur in New Kids Turbo auf. Die New Kids bekommen von ihm die Waffen für die Schlacht von Maaskantje. Er ist offenbar Anhänger des Nationalsozialismus, da in seiner Scheune lauter Flaggen mit Hakenkreuzen an der Wand hängen und er das Horst-Wessel-Lied mit gleichzeitigem Hitlergruß anstimmt. Diese Szene ist in der deutschen Fassung gekürzt.
- Mann bei einer Bushaltestelle – Ein Mann (gespielt von Herman Otten), der an einer Bushaltestelle wartet in der Folge Bushaltestelle (dritte Staffel).
- Robert – Robert (gespielt von Jules Seegers) ist eine Person aus der dritten Staffel.
- Sohn – Ein Sohn (gespielt von Aivin Gast) in der Folge Ein schönes Auto und auch kurz in Pinjata (erste Staffel).
- Jordy Bernal – (gespielt von Jordy Bernal) in New Kids Turbo.
- Der verrückte junge Mann – Der junge Mann (gespielt von Steffen Haars) in der Folge Dieser junge Mann wurde mit Jody Bernal verwechselt. auch kurz in AIDS (erste Staffel).
- Doktor – Der Doktor (gespielt von Huub Smit) Er dachte, „Jody“ hätte Krebs. von der Folge in AIDS (erste Staffel).

## Episodenliste
| Folge | Staffel – Episode | Originaltitel    | Erstausstrahlung Niederlande | Deutscher Titel | Erstausstrahlung Deutschland |
| ----- | ----------------- | ---------------- | ---------------------------- | --------------- | ---------------------------- |
| 01    | 1.01              | Stoeptegel       | 8. Februar 2009              |                 |                              |
| 02    | 1.02              | Kiekeboe!        | 8. Februar 2009              |                 |                              |
| 03    | 1.03              | Zwembad          | 15. Februar 2009             |                 |                              |
| 04    | 1.04              | Een lentedag     | 21. Februar 2009             |                 |                              |
| 05    | 1.05              | Een mooie auto   | 28. Februar 2009             |                 |                              |
| 06    | 1.06              | Konijn op de weg | 5. März 2009                 |                 |                              |
| 07    | 1.07              | Aids             | 12. März 2009                |                 |                              |
| 08    | 1.08              | Dominostenen     | 19. März 2009                |                 |                              |
| 09    | 1.09              | Kan ik hangen?   | 26. März 2009                |                 |                              |

| Folge | Staffel – Episode | Originaltitel     | Erstausstrahlung Niederlande | Deutscher Titel | Erstausstrahlung Deutschland |
| ----- | ----------------- | ----------------- | ---------------------------- | --------------- | ---------------------------- |
| 10    | 2.01              | Tuinkabouter      | 4. Juli 2009                 |                 |                              |
| 11    | 2.02              | Magnetron         | 4. Juli 2009                 |                 |                              |
| 12    | 2.03              | Kutgesprek        | 11. Juli 2009                |                 |                              |
| 13    | 2.04              | Lekker nummertje  | 18. Juli 2009                |                 |                              |
| 14    | 2.05              | Schatkaart        | 25. Juli 2009                |                 |                              |
| 15    | 2.06              | Dat was grappig   | 1. August 2009               |                 |                              |
| 16    | 2.07              | Agenten op skates | 8. August 2009               |                 |                              |

| Folge | Staffel – Episode | Originaltitel    | Erstausstrahlung Niederlande | Deutscher Titel    | Erstausstrahlung Deutschland |
| ----- | ----------------- | ---------------- | ---------------------------- | ------------------ | ---------------------------- |
| 17    | 3.01              | Camping          | 9. Januar 2010               | Campingplatz       | 26. Juni 2010                |
| 18    | 3.02              | Strand           | 9. Januar 2010               | Strand             | 31. Juli 2010                |
| 19    | 3.03              | Die Rooie        | 9. Januar 2010               | Rot ist tot        | 5. Juni 2010                 |
| 20    | 3.04              | Boksbal          | 15. Januar 2010              | Boxsack            | 12. Juni 2010                |
| 21    | 3.05              | Politievriend    | 16. Januar 2010              | Polizeifreund      | 19. Juni 2010                |
| 22    | 3.06              | Knoepert         | 22. Januar 2010              | 2-Liter-Muschi     | 6. November 2010             |
| 23    | 3.07              | Pistool          | 23. Januar 2010              | Pistole            | 2. Dezember 2010             |
| 24    | 3.08              | Kutdag           | 29. Januar 2010              | Fak Tag            | 21. August 2010              |
| 25    | 3.09              | Dronken          | 30. Januar 2010              | Betrunken          | 3. Juli 2010                 |
| 26    | 3.10              | Krasloten        | 5. Februar 2010              | Rubbellose         | 10. Juli 2010                |
| 27    | 3.11              | Haasten          | 6. Februar 2010              | Hasten             | 17. Juli 2010                |
| 28    | 3.12              | Supermarkt       | 12. Februar 2010             | Supermarkt         | 24. Juli 2010                |
| 29    | 3.13              | Chinees          | 13. Februar 2010             | Chinese            | 7. August 2010               |
| 30    | 3.14              | SWAT             | 20. Februar 2010             | SWAT               | 14. August 2010              |
| 31    | 3.15              | Bushalte         | 21. Februar 2010             | Bushaltestelle     | 28. August 2010              |
| 32    | 3.16              | Relatieproblemen | 24. Februar 2010             | Beziehungsprobleme | 11. November 2010            |
| 33    | 3.17              | Versieren        | 25. Februar 2010             | Jungfrau           | 12. November 2010            |
| 34    | 3.18              | Oppas            | 25. Februar 2010             | Babysitter         | 14. November 2010            |
| 35    | 3.19              | Vuurwerk         | 26. Februar 2010             | Feuerwerk          | 21. November 2010            |

## Kinofilme
Im Jahr 2010 wurde ein Kinofilm mit dem Titel New Kids Turbo von Eyeworks produziert, der am 9. Dezember 2010 Premiere in den niederländischen Lichtspielhäusern feierte. Die Premierenfeier fand am 7. Dezember 2010 in Den Bosch statt. Der Film hatte ein Budget von 1,5 Millionen Euro, welches am Startwochenende wieder eingespielt wurde. Mit dem Untertitel Niemand fickt mit Maaskantje erschien der Film am 3. Februar 2011 auch in deutscher Sprache in den niederländischen Kinos von Eindhoven, Den Bosch, Nijmegen, Heerenveen, Panningen, Venray, Winterswijk und Hengelo. Genau wie in der Serie haben die Akteure selbst die Synchronisation ins Deutsche übernommen. Des Weiteren sind in Gastrollen zu sehen: Theo Maassen (Kabarettist) als betrunkener Gast in einer Kneipe, Hans Teeuwen (Kabarettist) als Chef von Rikkert in der Autowerkstatt, Ad van Kempen (Drehbuchautor, Schauspieler) als Waffennarr, DJ Paul Elstak als er selbst und Peter Aerts (Kampfsportler) als Lumberjack.
Der Kinostart für New Kids Turbo in Deutschland war der 21. April 2011. In den Niederlanden erschien der Film am 12. April 2011 auf DVD und Blu-ray (die deutschsprachige Version erschien am 1. September 2011). Am 26. April 2014 wurde die deutschsprachige Version erstmals im deutschen Fernsehen auf ProSieben gesendet. Der zweite New-Kids-Kinofilm New Kids Nitro feierte am 8. Dezember 2011 Premiere in den Niederlanden. Am 5. Januar 2012 lief New Kids Nitro auch in den deutschen Kinos an. Die deutschsprachige Version erschien am 12. Juli 2012 auf DVD und Blu-ray.

### Besetzung New Kids Turbo und Nitro
Die fünf Hauptcharaktere synchronisierten sich auch auf Deutsch, die Nebencharaktere wurden synchronisiert.
| Name              | Schauspieler         | Synchronstimme    |
| ----------------- | -------------------- | ----------------- |
| Robbie Schuurmans | Steffen Haars        | Steffen Haars     |
| Barrie Butsers    | Flip van der Kuil    | Flip van der Kuil |
| Richard Batsbak   | Huub Smit            | Huub Smit         |
| Gerrie van Boven  | Tim Haars            | Tim Haars         |
| Rikkert Biemans   | Wesley van Gaalen    | Wesley van Gaalen |
| Peter Vernhout    | Daan van Dijsseldonk | Marius Clarén     |
| Manuela           | Nicole van Nierop    | Anja Stadlober    |
| D’N Dave          | Guido Pollemans      | Tobias Müller     |
| Henk Snackbar     | Ruud Matthijssen     | Bernhard Völger   |

## Musik
In der lose aneinander gereihten und noch ohne feste Handlung gedrehten ersten und zweiten Staffel wurde vor einigen Sketchen als Intro der Titelsong der niederländischen Serie Spijkerhoek von Hans van Eijck verwendet. Auch der aus dieser Serie stammende Song Wonderful von Patty & Shift wurde in einem früheren Sketch genutzt.
Die Musik und der Titelsong der dritten Staffel wurde 2009 produziert und heißt „Beat the Hardcore“. Zudem erreichte die Version des niederländischen Rap-Duos The Opposites mit Broodje Bakpao (Brötchen mit Fleisch) einen Hit und errang den zweiten Platz in der niederländischen Top 40. In jeder Folge wurde zudem der Anfang des Liedes Brabant von Guus Meeuwis verwendet.
Zu der deutschen Version des Films New Kids Turbo produzierten Scooter 2011 ein neues Lied namens Friends Turbo.

## Deutsche DVDs & Veröffentlichungen
Koch Media veröffentlichte am 3. Dezember 2010 die 3. Staffel auf DVD. Die reguläre Edition wurde ab 16 Jahren freigegeben, die 2-Disc-Edition wurde auf Grund des Bonusmaterials erst ab 18 Jahren freigegeben. Die Serie erscheint ungeschnitten auf DVD und enthält die deutsche sowie die niederländische Tonspur. Die Altersbeschränkungen rühren von den vielen Gewalttätigkeiten her, die in der Serie ausgeübt werden.

## Trivia
- Schultenbräu, das Bier, das die New Kids gerne trinken, gibt es tatsächlich und wird in niederländischen und deutschen Aldi-Nord-Filialen verkauft.
- Die Schauspieler Steffen Haars und Tim Haars sind Brüder und stammen aus Maaskantje.
- Die Episode „Bushaltestelle“ wurde zunächst auf der offiziellen Website veröffentlicht, ist aber mittlerweile als einzige Folge der dritten Staffel nicht mehr verfügbar.
- In der Endszene von New Kids Turbo trägt Tim Haars in der Rolle von Gerrie ein T-Shirt mit der Aufschrift „Haars“.
- Der Dorfpolizist Adrie stirbt in der Episode „Pistole“. In den beiden Filmen New Kids Turbo und New Kids Nitro spielt er jedoch wieder mit. In New Kids Nitro stirbt er erneut.
- Viele der Fastfood-Gerichte, die die New Kids gerne essen, haben sie selbst erfunden, z. B. den „Knoepert“.